# CP Puppis
La CP Puppis o Nova Puppis 1942 es el nombre que los astrónomos le dieron a la nova aparecida en la constelación de Puppis, en el año 1942. A partir de una estrella de magnitud 17, alcanzó una magnitud aparente de 0.3, siendo este el brillo intrínseco más alto de cualquier nova del siglo XX, pudiéndose ver a simple vista.
Se redujo en tres magnitudes en un intervalo de 6,5 días, uno de los descensos más pronunciados jamás notados para una nova. Aproximadamente 14 años después, se detectó el caparazón expulsado por el evento nova, lo que permitió calcular la distancia. En 2000, esta distancia se revisó a 3720 años luz (1140 parsecs) después de corregir los posibles errores. La nave espacial Gaia midió el paralaje de la estrella y condujo a una distancia precisa de 815 parsecs.
El estallido de nova puede explicarse por una enana blanca que está acumulando materia de un compañero; muy probablemente una estrella de secuencia principal de baja masa. Este sistema binario cercano tiene un período orbital de 1,47 horas, que es uno de los períodos más cortos de la nova clásica conocida. Inusualmente, la enana blanca puede tener un campo magnético. Otras propiedades del sistema siguen siendo inciertas, aunque las observaciones de la emisión de rayos X del sistema sugieren que la enana blanca tiene una masa de más de 1.1 veces la masa del Sol.